# 애튼버러벌레잡이풀

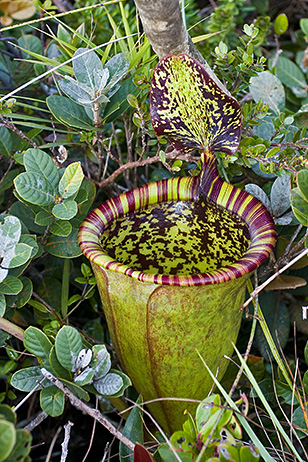
애튼버러벌레잡이풀

애튼버러벌레잡이풀(학명: Nepenthes attenboroughii 네펜테스 아텐보로우기이[*])은 벌레잡이풀속에 속하는 식충식물의 산지 종이다. 이 이름은 동물학자 데이비드 애튼버러 경의 이름을 따서 지어졌다.
2010년 5월에 IISE(세계종탐구연구소, International Institute for Species Exploration)는 이 식물을 2009년의 새로운 10대 종 가운데 하나로 선정하였다.